# Wostok Ust-Kamienogorsk
Wostok Ust-Kamienogorsk (kaz. Восток Өскемен Футбол Клубы) – kazachski klub piłkarski z siedzibą w Ust-Kamienogorsku.

## Historia
Chronologia nazw:
- 1963–1991: Wostok Ust'-Kamenogorsk (kaz. Восток Усть-Каменогорск)
- 1992–1996: Wostok Ust-Kamienogorsk (kaz. Восток Өскемен)
- 1997: Wostok Adil Ust-Kamienogorsk (kaz. Восток Аділ Өскемен)
- 1998: Wostok Ust-Kamienogorsk (kaz. Восток Өскемен)
- 1999–2002: Wostok Ałtyn Ust-Kamienogorsk (kaz. Восток Алтын Өскемен)
- 2003-2015: Wostok Ust-Kamienogorsk (kaz. Восток Өскемен)

Klub założony został w 1963 roku Wostok Ust'-Kamenogorsk i debiutował w Klasie B, strefie 6 Mistrzostw ZSRR. W 1965 zdobył awans do 2. ligi i w 1966 startował w Wtoroj Grupie A, podgrupie 3. W 1970 w wyniku kolejnej reorganizacji systemu lig ZSRR spadł do Wtoroj Grupy A, podgrupy 3. Od 1971 ponownie startował we Wtoroj Lidze, strefie 6, w której występował do 1991, z wyjątkiem 1990, kiedy grał we Wtoroj Niższej Lidze, strefie 8.
Po uzyskaniu przez Kazachstan niepodległości w 1992 debiutował w Wysszej Lidze jako Wostok Ust-Kamienogorsk. Klub nazywał się również Wostok Adil Ust-Kamienogorsk i Wostok Ałtyn Ust-Kamienogorsk. 19 września 2008 Szachtior Karaganda i Wostok Ust-Kamienogorsk zostali dyskwalifikowani z Priemjer-Ligi za mecz niezgodny z fair play, trenerzy i właściciele klubów zostali odsunięci od piłki nożnej na czas 60 miesięcy. 2 października 2008 Komitet Apelacyjny FFK rozpatrzył ponownie tę sprawę. Szachtior Karaganda był pozbawiony 9 punktów, a Wostok Ust-Kamienogorsk został wykluczony z rozgrywek Priemjer-Ligi. Wyniki meczów anulowano, i wszystkim przeciwnikom Wostoku zaliczono zwycięstwo 3–0. Pozwolono uczestniczyć w rozgrywkach Pucharu Kazachstanu w 2008.. Ostatecznie dopuszczono zespół do rozgrywek w sezonie 2009 za znaczące zasługi w rozwój piłki nożnej w zachodnich regionach Kazachstanu. Jednak po tym sezonie drużyna została zdegradowana z Priemjer-Ligi z powodu niezdolności spłaty długów wobec KFF. Od 2010 gra w Birinszi liga.
W 2016 połączył się z Spartakiem Semej w nowy klub Ałtaj Semej.

## Sukcesy
- Wtoraja Grupa A ZSRR, podgrupa 4: 11. miejsce (1969)
- Puchar ZSRR: 1/32 finału (1952)
- Mistrzostwo Kazachskiej SRR: mistrz (1990)
- Puchar Kazachskiej SRR: zdobywca (1979)
- Priemjer-Liga: 5. miejsce (1997, 1998)
- Puchar Kazachstanu:
  - zdobywca (1994)
  - finalista (1996, 1999)

## Reprezentanci kraju w barwach klubu
- Hamlet Mchitarjan
- Begençmuhammet Kulyýew